# Adam MacDougall
Adam MacDougall nasceu em agosto de 1974, em Nova York, NY, Estados Unidos. Ele é um tecladista, que substituiu Rob Clores na banda The Black Crowes, a tempo, para gravar o álbum Warpaint, em julho de 2007. Anteriormente, ele foi membro da The Ben Taylor Band, e também já saiu em turnê com Macy Gray e Patti Rothberg.